# اکبر مسعودی
اکبر مسعودی سیاست‌مدار ایرانی بود، که در  دوره بیست و سوم  به‌عنوان نماینده سمیرم در مجلس شورای ملی حضور داشت.